# Hyperdrama
Hyperdrama é o quarto álbum de estúdio da dupla francesa de música eletrônica Justice, lançado em 26 de abril de 2024 pela Ed Banger Records e Because Music. É o primeiro álbum de estúdio em mais de sete anos, depois de Woman (2016). O álbum foi precedido pelos singles "One Night/All Night" e "Neverender" com Tame Impala, e "Generator", que foram lançados com seu anúncio, seguido de "Incognito" e posteriormente "Saturnine” com Miguel.
O álbum recebeu críticas geralmente positivas da crítica. A dupla está em turnê pela América do Norte e Europa para divulgar o álbum de abril a dezembro de 2024, começando com uma apresentação no Coachella.

## Background
O título do álbum foi anunciado pela primeira vez em 18 de janeiro de 2024. Em comunicado divulgado com o anúncio oficial do álbum uma semana depois, justice disse que disco/funk e música eletrônica⁣, em geral, sempre foram elementos centrais da música que fazemos como Justice. No Hyperdrama, nós os fazemos coexistir, mas não em uma maneira pacífica. Gostamos da ideia de fazê-los lutar um pouco por atenção." E” relação a "“One Night/All Night”, eles elaboraram que "oscila entre pura música eletrônica e pura disco, mas você nunca consegue ambos ao mesmo tempo",” queriam que soasse como uma "atração disco de Kevin Parker ". Em “Incognito”, dupla disse que “tiveram que desaprender tudo” que sabiam sobre estruturas musicais quando começaram a trabalhar no álbum, o que, segundo eles, foi "muito revigorante”.
"Dear Alan" é uma homenagem a Alan Braxe e Chris Rainbow. De Rosnay afirmou: "É mais uma piada interna do que qualquer coisa, mas no mundo da música eletrônica, ele tem sido uma inspiração para nós desde o início. Ele sempre teve esse tipo de coisa melancólica em sua música que muitas outras bandas dê o toque francês da primeira onda realmente não tem. Para nós, a (música) é mais como uma música club brilhante que é muito eufórica, sempre foi um pouco menos dançante, mas de certa forma um pouco mais melancólica e elegante, e isso toca. Nós muito mais do que música dançante pura." A faixa usa uma amostra de "Dear Brian" de Chris Rainbow. A amostra da música é uma homenagem a Brian Wilson dos Beach Boys. "Por muito tempo, o nome provisório da nossa faixa era 'Dear Brian' e quando tivemos que dar um nome próprio, pensamos […] a amostra vocal nos lembra de Alan Braxe, vamos chamá-la de Dear Alan . É uma forma de prestarmos homenagem a Alan Braxe e também a Chris Rainbow."